# Clan Macpherson

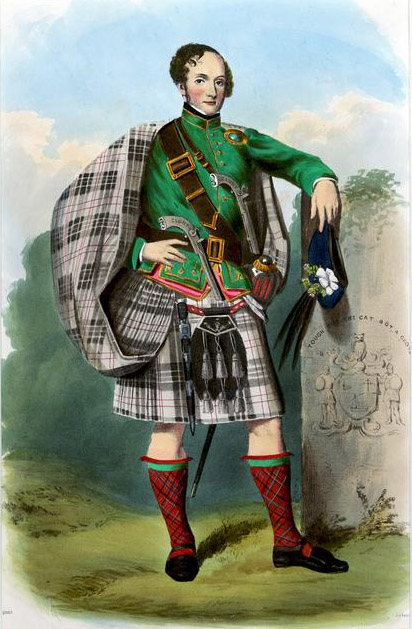
Hochländer des MacPhersanclans von Robert Ronald McIan und James Logan aus The Clans of the Scottish Highlands, 1845

Macpherson (gälisch: Mac a’ Phearsain – Sohn des Pfarrers oder Gemeindeverwalters) ist der Name eines schottischen Clans, der aus dem Gebiet von Badenoch (gäl.: Bàideanach – Land unter Wasser) am Oberlauf des Spey stammt.

## Geschichte
Der MacPhersonclan geht auf Murdoch (gäl.: Muirich) aus Kingussie zurück, der im 12./13. Jahrhundert lebte, daher der gälische Clanname: Clann Mhuirich – Kinder des Murdoch. Im vorreformatorischen schottischen Hochland war sein Amt, neben dem Priester als geistigem Oberhaupt, das des Eigentumsverwalters der Kirchengemeinde (Pfarre), verantwortlich für den Einbehalt des Kirchenzehnten. Daher stammt die gälische Bezeichnung (pearsain (Person) oder pears-eaglais (Kirchenperson)).
Ewen Ban (Eoghann Ban), der zweite Sohn von Murdoch hieß als erster Macpherson – Sohn des Pfarrers. Seine drei Söhne Kenneth (Caoineach), John (Iain) und Gilliosa (Gill-Iosa), die drei Enkel Murdochs, wurden die Ahnen der drei nach Ortsnamen benannten Familienzweige Cluny (Cluanaigh), Pitmain (Baile-meadhan – Mittelstadt) und Invereshie (Inbhir Fheisidh – Mündung des Feshie (in den Spey)), weswegen die Geschichte des Clans auch als Die Nachkommen der drei Brüder (The Posterity of the Three Brethren) bekannt wurde.
Die Macphersons waren von Anfang an ein Mitglied der Clankonföderation Chattan und forderten andauernd die Führung der Mackintosh heraus. Innerhalb der Familie spielten die Macphersons von Cluny die größte Rolle, deren bekanntester Vertreter Ewen Macpherson of Cluny (1706–1764) war – er führte etwa 400 Clansangehörige für Bonnie Prince Charlie in den Jakobiteraufstand von 1745. Nach der Niederschlagung des Aufstandes tauchte er unter und lebte neun Jahre lang in einer Höhle am Ben Alder, bevor er endgültig nach Frankreich floh.
Als das Souterrain Raitts Cave 1835 ausgegraben wurde, hörte der Ausgräber von lokalen Legenden, nach denen der Tunnel von Mitgliedern des Clan MacNiven gebaut worden sei, die sich hier, vor ihren Verfolgern vom Clan Macpherson zu verbergen suchten.
Der Wahlspruch des Clans lautet Touch not the cat bot a glove („Berühre nicht die Katze ohne Handschuh“), eine Warnung aus vergangenen Tagen an alle anderen Clans, die Wildkatze – den Clan MacPherson – nicht in seinen Handlungen zu stören („anzufassen“), wenn sie die Krallen zeigt – „ohne Handschuh“ ist. Das Emblem des Clans zeigt innerhalb der typisch kreisförmigen Gürtelform mit Schnalle und aufgebrachter Devise eine sitzende Wildkatze mit erhobener linker Pfote und blanken Krallen. Neben dem weiß-schwarz dominierten Tartan existieren zwei weitere, rotdurchwirkte Tartanvariationen.
Sitz des Clanchefs war bis 1932 Schloss Cluny, ca. 28 km westnordwestlich von Aberdeen, 1604 erbaut, 1746 größtenteils zerstört und um 1805 wiederaufgebaut, seitdem ist es Newton Castle, Blairgowrie, 1789 vom Clan erworben. Ein weiterer Sitz des Clans ist Ballindalloch Castle, Ballindalloch, erbaut 1546, und im Besitz der Macpherson-Grants.
1952 eröffneten die Macphersons in Newtonmore ein Clanmuseum.

## Tartan

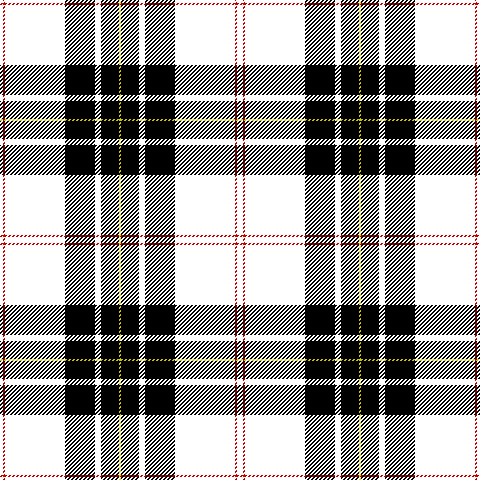
Tartan